# Eternal Father, Strong to Save (Smith)
Eternal Father, Strong to Save is een compositie voor harmonieorkest van de Amerikaanse componist Claude T. Smith. 
Het werk is opgenomen op cd door de Kansas City Wind Symphony.